# Promoleague (zaalkorfbal)
De Promoleague is de tweede afdeling van het Belgische korfbal in zaal, bestaande uit acht teams. De inrichtende macht is de Koninklijke Belgische Korfbalbond (KBKB), die reeds bestaat sinds 1921.

## Competitie

### Clubs
De clubs uit de topkorfbal league zijn (seizoen 2022-'23):
- K.C. Temse
- Meeuwen KV
- Royal Scaldis S.C.
- Sikopi/Chase
- Blauw wit
- Kon. Minerva K.C.
- KC Leuven
- Rijko

### Promotie
De club die op het einde van het zaalseizoen eerste is geworden mag rechtstreeks naar de Topkorfbal League. Diegene die tweede eindigt speelt een eindronde match in de Lotto Arena van Antwerpen tegen de club die voorlaatste is geworden in de Topkorfbal League.

### Degradatie
De laatste in de eindstand degradeert naar de Hoofdklasse 1. De voorlaatste speelt een degradatie/promotie duel tegen de 2de van Hoofdklasse 1 in het Bloso-sportcentrum Netepark te Herentals.

## Kampioenen
De kampioenen van de promoleague stijgen naar de Topkorfbal League.
| jaar | club                               |
| ---- | ---------------------------------- |
| 2013 | Koninklijke Kwik KC                |
| 2012 | Koninklijke Antwerpse Korfbal Club |
| 2011 | Koninklijke Kwik KC                |
| 2010 | Koninklijke Minerva Korfbal Club   |
|      |                                    |